# Achille de Harlay de Sancy
brasão
Achille de Harlay de Sancy (Paris, 1581 — Saint-Malo, 26 de novembro de 1646), filho de Nicolas de Harlay, senhor de Sancy, foi um diplomata e intelectual francês que se notabilizou como linguista e orientalista. Entrou para o serviço eclesiástico, tornando-se bispo de Saint-Malo.

## Biografia

### Início
Filho de Nicolas de Harlay de Sancy, superintendente de finanças de Henrique IV, e de Marie Moreau, filha do senhor de Grobois. Sua educação é desconhecida, mas ele estudou no Collège de Lisieux por volta de 1599, onde obteve um doutorado em direito. Achille de Harlay de Sancy inicialmente abraçou uma carreira eclesiástica. Abade in commendam de Villeloin, em Turene, e de Chastelliers, em Poitou, foi nomeado bispo de Lavaur por Henrique IV em 1603, mas não aceitou o cargo, deixando o estado eclesiástico e assumindo o título de marquês de Morainvilliers.

### Carreira diplomática
Em seguida, foi enviado como embaixador francês ao Levante (Constantinopla) de 1610 a 1619, sob a regência de Maria de Médici. Ele adquiriu inúmeros manuscritos gregos e hebraicos e mandou copiá-los em seu nome. Tendo aprendido árabe, esse excelente orientalista legou sua preciosa biblioteca aos padres da Congregação do Oratório, e os manuscritos acima mencionados estão atualmente na Biblioteca Nacional da França. Um de seus secretários, chamado Lefevre, escreveu um manuscrito Voyage de M. de Sancy, ambassadeur pour le Roi en Levant, fait par terre depuis Raguse jusques à Constantinopla l'an 1611.
Retornou à sua vocação religiosa inicial e obteve um diploma de bacharel em teologia. Em 1619, juntou-se à Congregação do Oratório na rua Saint-Honoré e tornou-se seu superior geral após ser ordenado padre em 1620. Enviado à corte de Saboia e depois à Inglaterra como capelão e confessor da rainha Henriqueta Maria de França, foi nomeado bispo de Saint-Malo em 16 de agosto de 1631.
De 1618 a 1628, recebeu in commendam a abadia de Saint-Urbain, no que hoje é Alto Marne, na diocese de Chalon.

### Episcopado e morte
Consagrado em janeiro de 1632, tomou posse de Saint-Malo por procuração em 27 de fevereiro de 1632, só entrando na cidade episcopal no dia 29 seguinte.
Em 1634, presidiu os Estados da Bretanha.
Em 1636, abençoou a igreja dos monges recoletos na ilha de Cézembre, na costa de Saint-Malo.
Nomeado abade de Saint-Méen et Gaël em agosto de 1639, implementou as diretrizes do Concílio de Trento, transformando o mosteiro em um seminário diocesano em 20 de outubro de 1643, com os beneditinos tendo que dar lugar aos lazaristas, uma decisão confirmada por cartas-patentes em março de 1646.
Em 1644, obteve a nomeação de seu sobrinho, Ferdinand de Neufville de Villeroy, como coadjutor com sucessão à sede de Saint-Malo. Ferdinand de Neufville de Villeroy, a quem ele consagrou bispo de Sebaste em 28 de agosto, não se tornou bispo de Saint-Malo até que seu tio renunciou em 20 de novembro de 1646.
Achille de Harlay de Sancy morreu seis dias depois. Embalsamado, só foi enterrado em sua catedral em 18 de dezembro seguinte, perto da pia batismal.

### Posteridade
O trabalho de Louis Batiffol, bibliotecário e historiador francês especializado no período de Luís XIII, estabelece, embora não de forma unânime, que Achille de Harlay de Sancy é o principal responsável pelo manuscrito, que foi publicado em 1823 sob o título Mémoires du cardinal de Richelieu por Foucauld, editora, rua de Sorbonne, e atribuído ao próprio cardeal. Essas Mémoires continuam sendo republicadas no século XXI a partir de publicações do início do século XX.